# سگ‌ها (ترانه پینک فلوید)
«سگ‌ها» (به انگلیسی: Dogs) که در ابتدا به نام «باید دیوانه باشی» نام‌گذاری شده بود، نام آهنگی از گروه موسیقی پراگرسیو راک پینک فلوید است.این آهنگ در آلبوم ۱۹۷۷ گروه با 1عنوان جانوران قرار گرفت.

## ساختن آهنگ
این آهنگ در سال ۱۹۷۴ توسط دیوید گیلمور با نام باید دیوانه باشی نوشته شد.راجر واترز اشعار این آهنگ را در بعضی بخش‌ها تغییر داد و نام آهنگ را هم به سگ‌ها تغییر داد.
گیلمور و واترز در این آهنگ به خواندن می‌پردازند و تنها آهنگ آلبوم جانوران است که گیلمور به عنوان خواننده حضور دارد.
گیلمور معتقد است نود درصد آهنگ را خودش نوشته و از آنجایی که این آهنگ بیشتر نیمه‌ی اول آلبوم جانوران را در بر می‌گیرد، مشارکت خود را در آلبوم ناچیز نمی‌بیند.

## سازندگان
- راجر واترز - گیتار بیس و خواننده
- دیوید گیلمور - گیتار آکوستیک و الکتریک گیتار،خواننده
- ریک رایت - ارگ هموند،پیانو،همخوان،سینث‌سایزر
- نیک میسن - درام، سازهای کوبه‌ای